# Levainville
Levainville és un municipi francès, situat al departament de l'Eure i Loir i a la regió de Centre – Vall del Loira. L'any 2007 tenia 360 habitants.

## Demografia

### Població
El 2007 la població de fet de Levainville era de 360 persones. Hi havia 117 famílies, de les quals 15 eren unipersonals (11 homes vivint sols i 4 dones vivint soles), 25 parelles sense fills, 66 parelles amb fills i 11 famílies monoparentals amb fills.
La població ha evolucionat segons el següent gràfic:
Habitants censats

### Habitatges
El 2007 hi havia 154 habitatges, 128 eren l'habitatge principal de la família, 21 eren segones residències i 5 estaven desocupats. Tots els 153 habitatges eren cases. Dels 128 habitatges principals, 119 estaven ocupats pels seus propietaris, 8 estaven llogats i ocupats pels llogaters i 1 estava cedit a títol gratuït; 4 tenien dues cambres, 11 en tenien tres, 23 en tenien quatre i 91 en tenien cinc o més. 113 habitatges disposaven pel capbaix d'una plaça de pàrquing. A 44 habitatges hi havia un automòbil i a 83 n'hi havia dos o més.

### Piràmide de població
La piràmide de població per edats i sexe el 2009 era:
| Homes | Edats   | Dones |
| ----- | ------- | ----- |
| 0     | 95 o +  | 0     |
| 0     | 90 a 94 | 0     |
| 4     | 85 a 89 | 12    |
| 4     | 80 a 84 | 0     |
| 0     | 75 a 79 | 0     |
| 8     | 70 a 74 | 4     |
| 4     | 65 a 69 | 4     |
| 0     | 60 a 64 | 4     |
| 4     | 55 a 59 | 8     |
| 16    | 50 a 54 | 0     |
| 20    | 45 a 49 | 16    |
| 16    | 40 a 44 | 24    |
| 4     | 35 a 39 | 12    |
| 8     | 30 a 34 | 4     |
| 12    | 25 a 29 | 8     |
| 4     | 20 a 24 | 4     |
| 20    | 15 a 19 | 8     |
| 20    | 10 a 14 | 4     |
| 8     | 5 a 9   | 12    |
| 8     | 0 a 4   | 8     |

## Economia
El 2007 la població en edat de treballar era de 242 persones, 193 eren actives i 49 eren inactives. De les 193 persones actives 179 estaven ocupades (96 homes i 83 dones) i 13 estaven aturades (6 homes i 7 dones). De les 49 persones inactives 15 estaven jubilades, 18 estaven estudiant i 16 estaven classificades com a «altres inactius».

### Ingressos
El 2009 a Levainville hi havia 140 unitats fiscals que integraven 401 persones, la mediana anual d'ingressos fiscals per persona era de 22.696 €.

### Activitats econòmiques
Dels 13 establiments que hi havia el 2007, 7 eren d'empreses de construcció, 2 d'empreses de comerç i reparació d'automòbils, 1 d'una empresa de transport, 1 d'una empresa d'informació i comunicació, 1 d'una empresa de serveis i 1 d'una empresa classificada com a «altres activitats de serveis».
Dels 5 establiments de servei als particulars que hi havia el 2009, 1 era un paleta, 1 guixaire pintor, 2 fusteries i 1 lampisteria.
L'any 2000 a Levainville hi havia 5 explotacions agrícoles.

## Poblacions més properes
El següent diagrama mostra les poblacions més properes.